# Lator László
Lator László (Tiszasásvár, Csehszlovákia, 1927. november 19. – Ispánk, 2023. július 17.) a Nemzet Művésze címmel kitüntetett, Kossuth-díjas magyar költő, műfordító, esszéista, a Digitális Irodalmi Akadémia alapító tagja.

## Életpályája

A Szép versek antológiában megjelent portréinak egyike (Csigó László felvétele)

A  kárpátaljai Tiszasásváron született (akkor Csehszlovákia része volt). Édesapja műszaki egyetemet végzett, az első világháború kitörésekor már csak a zárószigorlata hiányzott. Beregszászi gimnáziumi leventeként hadifogságba került, a breszt-litovszki hadifogolytáborból szabadulva 1945 karácsonyán Makón talált családjára. Érettségijét már ott szerezte. 1947–1951 között magyar–német szakon végez a Pázmány Péter Tudományegyetemen Budapesten, egy ideig Eötvös-kollégistaként, ahonnan 21 évesen Pándi Pál és Falus Róbert miatt eltávolították. 1950–1955 között a körmendi Kölcsey Gimnázium tanára, 1955-től az Európa Kiadó lektora, később főszerkesztője volt.
Versekkel a Magyarok és a Válasz című folyóiratokban jelentkezett először. A Kárpátaljai Kör elnöke, 1992-től alapító tagja volt a Széchenyi Irodalmi és Művészeti Akadémiának. Szerkesztőként vagy szereplőként rendszeresen megjelent a Magyar Rádióban és a Magyar Televízióban. 1991-ben Mészöly Dezsővel, Gyurkovics Tiborral és Lukácsy Sándorral elindították a Lyukasóra című műsort, amelyben szellemes játék segítségével ismertették meg a magyar irodalom elfeledett kincseit a közönséggel. Hosszú időn át szerkesztette az Unikornis Kiadó sorozatát, A magyar költészet kincsestárát. A Holmi 1989-es alapításától fogva a folyóirat szerkesztőbizottságának tagja volt.
Bár már az 1940-es évek második felében elkészült és megjelenésre várt egy kötete, első verseskönyve, a Sárangyal csak 1969-ben jelent meg. Addig főleg műfordítóként volt jelen a magyar irodalmi életben. Köteteket fordított Alekszandr Blok, Lermontov, Paul Celan verseiből, válogatott műfordításait Kalandok, szenvedélyek címen adták ki. Számos antológiát szerkesztett, köztük a Gyönyörök sötét kútjait a világ- és a magyar irodalom erotikus verseiből. Összes versei 1997-ben jelentek meg.
Lator költészetét első pillantásra megkülönbözteti a kortárs magyar lírában szűkszavúsága és a kötött formákhoz való ragaszkodása. Domokos Mátyás azt írja erről a lírai hajlamról és törekvésről: „a Létezés egyetlen ősképletét akarja fölírni a halál fekete táblájára”. Ma már méltán elismert költő, de az 1960-as évek végén még fölfedezésszerűen hangoztak a pályatárs, Fodor András szavai: „a feleslegéből alkotó művész vállalt puritanizmusáról, szikár biztonságáról”, hangzás és jelentés, ritmus és dikció, kép és gondolat tökéletes egybeolvadásáról, és arról, hogy verseiben a kifejezés „szinte szeizmográf-érzékenységgel követi a mondandó impulzusát”.
A hetvenes évektől a kilencvenes évekig hétfő esténként népszerű és nagy hatású műfordítási szemináriumot (valójában költői mesterkurzust) vezetett az ELTE is bölcsészkarán. Tanítványai közé tartozott többek közt N. Kiss Zsuzsa, Ferencz Győző, Galántai Zoltán, Imre Flóra, Szabó T. Anna, Tóth Krisztina, Bódis Kriszta, Imreh András, Vörös István, Lackfi János, Kemény István, Kun Árpád, Kőrizs Imre, Papp Gábor Zsigmond, Payer Imre, Szabó Szilárd, Vadász Géza, Bartis Attila, Babarczy Eszter, Szlukovényi Katalin, Wirth Imre, Zsávolya Zoltán és Kappanyos András.
1955–1995 között Pór Judit műfordító házastársa volt, egy fiuk született. Élettársa Kárpáti Éva festőművész. Feleségével együtt szabadideje jelentős részét Ispánkon töltötte, ahol telket és házat vettek. Autodidakta gombászként szenvedélyesen érdeklődött a gombák iránt.

## Díjai
- Szocialista Kultúráért (1962)
- József Attila-díj (1972)
- Radnóti-díj (1982)
- Déry Tibor-díj (1987)
- A Művészeti Alap Irodalmi Díja (1990)
- Kortárs-díj (1990)
- Artisjus Irodalmi Díj (1991)
- Füst Milán-díj (1992)
- A Soros Alapítvány Életműdíja (1993)
- A Magyar Köztársasági Érdemrend tisztikeresztje (1993)
- Fitz József-díj (1993)
- A Soros Alapítvány Alkotói Díja (1995)
- Kossuth-díj (1995)
- Nemes Nagy Ágnes-díj (2001)
- Rotary irodalmi díj (2008)
- Szépíró-díj (2008)
- Prima díj (2009)
- II. Kerületért Emlékérem (2012)
- A Magyar Érdemrend középkeresztje (2012)[7]
- A Nemzet Művésze (2018)
- A Magyar Érdemrend középkeresztje a csillaggal (2022)[8]

## Művei
- A szovjet líra kincsesháza (1963)
- Klasszikus orosz költők (1966)
- A világirodalom legszebb versei. XX. század (1967)
- Sárangyal. Versek; Szépirodalmi, Budapest, 1969
- Mai olasz elbeszélők (1969)
- Az egyetlen lehetőség. Versek; Megyei Könyvtár, Békéscsaba, 1976
- Domokos Mátyás–Lator Lászlóː Versekről, költőkkel; Szépirodalmi, Budapest, 1982
- Makó; fotó Szabóky Zsolt, szöveg Varga Dezső, Halmágyi Pál, Lator László, németre ford. Dagmar Fischer, Engl Géza; Corvina, Budapest, 1985
- Fellobban, elhomályosul (1986)
- Az elhagyott színtér. Versek 1947-1987; Szépirodalmi, Budapest, 1992
- A magyar költészet kincsestára sorozat (1992)
- Szigettenger. Költők, versek, barátaim; Európa, Budapest, 1993
- Sötéten, fényben. Kiadatlan versek, 1946–1950; Magyar Írószövetség–Belvárosi Könyvkiadó, Bp, 1994 (Bibliotheca Hungarica)
- A kuruc költészet (1995)
- A XVIII. század költői (1996)
- Lator László összes versei 1946-1996 (1997)
- Lator László versei és versfordításai; utószó Ferencz Győző; Unikornis, Budapest, 1999 (A magyar költészet kincsestára)
- Kakasfej vagy filozófia? Mire való a vers?; Európa, Budapest, 2000
- The belling; angolra ford. Kiss Zsuzsa, Gregory O'Donoghue et al.; Southword, Cork, 2005
- A tér, a tárgyak; Európa, Budapest, 2006
- Az egyetlen lehetőség. Válogatott versek; utószó Ferenc Győző; Európa, Budapest, 2007
- A megmaradt világ. Emlékezések; Európa, Budapest, 2011 + CD
- Szabad szemmel. Esszék; Európa, Budapest, 2016

## Műfordításai
- D. Aszenov: Gyilkosok között (1951)
- William Shakespeare: Cymbeline (1955)
- Vasco Pratolini: A városnegyed (1956)
- G. E. Lessing: Bölcs Náthán (1958)
- Alekszandr Blok: Válogatott versek (1959)
- Lermontov válogatott versei (1961)
- Philip Massinger: Régi adósságok újmódi törlesztése (1961)
- Kalandok, szenvedélyek. Válogatott műfordítások; Európa, Budapest, 1968
- Eugenio Montale: A magnólia árnya (1968 – Kálnoky Lászlóval)
- Friedrich Schiller: Demetrius (1970)
- Pierre Jean Jouve: A szegények erdeje (1970)
- Paolo Santarcangeli: A betűk mágiája vagyis Hortulus litterarum (1971)
- Kajetan Kovič versei (1979)
- Paul Celan: Halálfuga (1981)
- Luigi Pirandello: Nem tudni, hogyan (1983)
- Puskin: Barkov árnya (1992)